# Двајт Ајзенхауер
Двајт Дејвид „Ајк“ Ајзенхауер (енгл. Dwight David "Ike" Eisenhower; Денисон, 14. октобар 1890 — Вашингтон, 28. март 1969) је био амерички војсковођа и политичар, најпознатији по успешном командовању савезничким снагама у Западној Европи за време Другог светског рата, исто као и по томе што је служио као 34. председник САД.

## Детињство, младост и каријера
Двајт Дејвид Ајзенхауер је рођен у тексашком граду Денисону, у породици која потиче од немачких досељеника у Америку. Када је имао шест година, родитељи су му постали чланови Друштва Куле Стражаре, које ће касније постати познатије под именом Јеховини свједоци.
Ајзенхауера је од вере више занимао спорт, па је на темељу добрих спортских резултата у средњој школи стекао потребне препоруке за упис на Војну академију у Вест Поинту године 1911. Ајзенхауер је дипломирао године 1915. те сљедећих неколико година провео по гарнизонима у Тексасу и Џорџији. Године 1916, се оженио Мејми Женев Дауд која ће му родити два сина.
Када је избио Први светски рат, Ајзенхауер је привремено унапређен у чин потпуковника како би од 1918. могао водити новоформирани Тенковски корпус САД. Та је јединица у Пенсилванији обучавала тенковске посаде прије одласка на фронт у Француској. Ајзенхауер је био одушевљен новим оружјем, али га сам није стигао применити у пракси, јер се рат у међувремену завршио.
Ајзенхауер је враћен у чин капетана те је служио у гарнизонима у Мериленду, а касније и у Зони Панамског канала, где је био помоћник тамошњег команданта, генерала Фокса Конера. Под Конеровим утицајем Ајзенхауер је постао следбеник идеја Карла фон Клаузевица, а касније је похађао и Генералштабну школу у Форт Ливенворту.
Двадесетих и тридесетих година америчка војска је била мала, слабо плаћена и занемаривана од изолационистички расположених политичара и јавности. У то је доба Ајзенхауер углавном радио као помоћник разних министара и генерала. На тим је положајима стекао углед као способан администратор и штапски официр. Године 1933, је именован за помоћника начелника генералштаба Дагласа Макартура, а њега је 1935. следио на Филипине где је служио као војни савјетник тамошње владе.
Ајзенхауер је 1936. унапређен у мајора, а године 1939, по повратку у САД, и у потпуковника. У септембру 1941. је унапријеђен у чин бригадног генерала и именован начелником штаба Треће армије у Тексасу.

## Ратна каријера
Након јапанског напада на Перл Харбор и уласка САД у Други свјетски рат, Ајзенхауер је у децембру 1941. доведен у Вашингтон како би у Генералштабу планирао ратне операције против Јапана и Немачке. Тамо је оставио снажан утисак на начелника Генералштаба Џорџа Маршала, који га је препоручио за највише командне положаје упркос недостатку било каквог ратног искуства.
У јуну 1942. Ајзенхауер је именован за команданта свих америчких снага у Европи те је допутовао у Лондон, где ће му бити штаб.
Када је донесена одлука да се савезничке снаге искрцају у сјеверозападној Африци, Ајзенхауер је именован врховним командантом свих савезничких снага на том ратишту. Након успеха операције Бакља, Ајзенхауер је у фебруару 1943. под своју команду преузео и британску Осму армију генерала Монтгомерија и руководио операцијама за уништење сила Осовине у Тунису. Након тога је под његовим вођством извршено искрцавање на Сицилију, а потом и на италијанско копно.
У децембру 1943. је Ајзенхауер именован за команданта свих савезничких снага у Европи те се следећих неколико месеци посветио коначном планирању и припремама за нормандијски десант - једну од најсложенијих ратних операција у историји. Управо је он донео одлуку да се десант изврши 6. јуна 1944. Након успешног искрцавања савезничких снага у Француској, руководио је операцијама којима су немачке снаге истеране из западне Европе те коначно присиљене на капитулацију 8. маја 1945.
Ајзенхауер никада није имао прилике да се искаже као нарочито храбар, а већина држи да није био ни нарочито надахнут војни командант. Међутим, уживао је велику популарност међу својим потчињенима, а показао је - за природу свог посла далеко важније - дипломатске способности, на основу којих су огромне војне снаге под његовом командом извојевале победу упркос уплитању често супротстављених политичара као што су Черчил и Де Гол, односно нездравом супарништву потчињених генерала Монтгомерија, Омара Бредлија и Џорџа Патона.

## Послератна каријера
Ајзенхауер је након завршетка непријатељстава именован за команданта америчких окупационих снага у Немачкој, те је био de facto једина власт у америчкој окупационој зони са седиштем у Франкфурту. Када су америчке снаге откриле постојање и праву сврху нацистичких концентрационих логора, Ајзенхауер је, згрожен тим открићем, наредио да се у њих доведу филмске камере и документују трагови ратних злочина. Ајзенхауеру због тога такође приписују недостатак бриге о немачким ратним заробљеницима, од којих велики број њих умро од глади и болести.
Године 1945, Ајзенхауер се вратио у САД како би постао начелник генералштаба САД. На том је мјесту остао до 1948, а након што је основан НАТО пакт, Ајзенхауер је у децембру 1950. постао командант НАТО снага.
У то је доба Ајзенхауер служио и као гостујући предавач на Универзитету Колумбија у Њујорку, и написао књигу Крсташки поход у Европи (Crusade in Europe), која се сматра једним од најбољих војних мемоара у историји.
Као ратног хероја и једног од најпопуларнијих личности свог доба, Ајзенхауера су почели обилазити представници Демократске и Републиканске странке како би га наговорили да се кандидује за предсједника САД. Иако је Ајзенхауер ценио председника Рузвелта и његов Њу дил, исто као и његовог наследника Трумана, држао је како су САД током двадесет година демократске администрације превише скренуле улево, односно како се мора успоставити равнотежа избором републиканског предсједника. Због тога је пред изборе 1952. године поднео оставку на војне дужности и јавно подржао републиканце.
Либерална фракција републиканаца је, пак, била уплашена да би њихова странка могла отићи превише удесно уколико председнички кандидат постане утицајни конзервативни сенатор Роберт А. Тафт. Ајзенхауеру је, пак, код Тафта сметао његов изолационизам. Зато је спремно прихватио понуду либералних републиканаца да се на њиховој листи кандидује за председничку номинацију.
На крају је с Тафтом постигнут компромис, према коме је Ајзенхауер добио номинацију и мандат да након евентуалне победе настави водити активну политику САД у свету, док се у унутрашњим питањима морао управљати по конзервативним начелима.
Демократе, деморалисани одлуком Харија Трумана да се не кандидује, као и низом корупцијских скандала, су за кандидата номиновали Адлеја Стивенсона, либералног гувернера државе Илиноис. Током кампање којом су доминирали Хладни рат, незавршени сукоб у Кореји и антикомунистичка хистерија сенатора Макартија, Ајзенхауер је вешто користио како своју огромну популарност тако и нови облик масовне комуникације, телевизију. Једина ствар која је могла нашкодити Ајзенхауеру била је контроверза везана за његовог потпредседничког кандидата Ричарда Никсона. Међутим, Никсон се вешто из ње извукао, те је Ајзенхауер глатко извукао једну од најуверљивијих победа у историји америчких председничких избора.

## Председник Ајзенхауер
Ајзенхауер је свој мандат започео у складу са сликом горљивог антикомуниста, створеним у изборној кампањи. За државног секретара је именовао Џона Фостера Далеса, јастреба и творца доктрине према којој САД не само да су имале дужност свим средствима зауставити ширење комунизма по свијету, него обарати већ постојеће комунистичке државе.
Међутим, иако је Ајзенхауер декларативно подржавао ову радикалну реторику, у пракси је, пре свега мотивисан својим ратним искуствима, био несклон потезима који би могли ескалирати у отворени оружани сукоб. Године 1953. је, користећи смрт Стаљина, договорио примирје којим је завршен Корејски рат.
Уместо обарања и супротстављања комунизму путем оружане силе, Ајзенхауер је преферирао дипломатију, као и тајне операције ЦИА. Тако су САД, по узору на НАТО, створиле Багдадски пакт, СЕАТО, АНЗУС, а у оквиру тог система је краће вријеме била и Титова Југославија као чланица новог Балканског пакта.
Политика коришћења ЦИА је такође имала успеха - 1953. је пучем у њеној организацији срушен ирански националистички премијер Мохамед Мосадик и инсталиран проамерички расположени шах Мохамад Реза Пахлави. Годину дана касније у Гватемали је ЦИА успешно срушила левичарски режим председника Хакоба Арбенза.
Исте је године након пораза Француза у бици код Диен Биен Фуа америчка дипломатија спречила да Вијетнам постане независна држава под доминацијом Хо Ши Мина. Уместо тога је држава подељена, а јужни део, познат као Република Вијетнам, постао је верни амерички савезник.
Ајзенхауер се није толико занимао за унутрашњу политику, иако се на почетку мандата дискретно супротставио сенатору Мекартију и из сенке оркестрирао крај његове политичке каријере, држећи га опасношћу за америчку демократију и углед у свету.
Године 1954, Ајзенхауер је, инспирисан ауто-путевима које је био видео у Немачкој, успео спровести законе којима је у САД за неколико година саграђен први свеобухватни систем ауто-путева.
У јесен 1956. године, док се Ајзенхауер опорављао од срчаног удара и по други пут натицао за председника, једна за другом су избиле суецка криза те антикомунистичка побуна у Мађарској. Ајзенхауер је у оба случаја настојао смирити тензије - Британце и Французе је економским притиском натерао да се повуку из Суеца, а мађарским побуњеницима одбио пружити помоћ након совјетске пријетње нуклеарном одмаздом.
Исте је године Ајзенхауер на изборима за председника поновно потукао Стивенсона са импресивном већином гласова. Његов други мандат је био обележен настојањима да се смири Хладни рат, или барем створе механизми којима би се трајно спријечила његова ескалација у отворени оружани сукоб. Са Совјетским Савезом су вођени преговори о разоружању, а совјетски вођа Никита Хрушчов је на Ајзенхауеров позив 1959. године посјетио САД. Узвратни Ајзенхауеров посет Москви је, међутим, отказан због афере са шпијунским авионом U-2.
Хладни рат је, упркос Ајзенхауеровим напорима, ескалирао. Совјетско лансирање Спутњика 1957. је протумачено као совјетска претња, али и као повод да се следеће године оснује НАСА и започне свемирска трка између две суперсиле. Године 1959. је на Куби револуцијом на власт дошао Фидел Кастро и тако у непосредном суседству Америке створио режим близак Совјетском Савезу.
На унутрашњем плану је други Ајзенхауер мандат био обележен друштвеним немирима које је изазвао покрет за грађанска права црнаца. Иако Ајзенхауер тај покрет није подржавао, није му се ни супротстављао. Када су се власти јужњачких држава покушале одупрети пресудама Врховног суда којима је укинута расна сегрегација у школама, Ајзенхауер је на њих 1957. године послао војску како би се неометано одржавала настава.
Пре него што је Ајзенхауер постао председник, донесене су одредбе Устава којим је једној особи дозвољено служити само два председничка мандата. Зато је Ајзенхауер 1960. године био присиљен припремати се за одлазак из Беле куће, односно на изборима подржати свог потпредседника Никсона.
Након што је за председника изабран Кенеди, Ајзенхауер се почетком 1961. посљедњи пут из Бијеле куће обратио нацији, при чему је остала упамћена његова тврдња како САД прети војно-индустријски комплекс.

## Ајзенхауерово наслеђе
Након одласка из Бијеле куће Ајзенхауер се са супругом повукао на фарму у близини Гетисбурга. Није се у потпуности одрекао политике, те је године 1964. учествовао на републиканској изборној конвенцији.
Умро је у болници Волтер Рид након дуге и тешке болести у 78-ој години живота.
Ајзенхауер је у то доба, и неколико деценија након смрти имао репутацију лошег или, у најбољем случају, осредњег председника. Данас су амерички историчари, пак, далеко склонији Ајзенхауера проглашавати далеко бољим председником од многих својих претходника и наследника.
Ајзенхауерова администрација је била углавном лишена скандала, а сам Ајзенхауер се показао као одговоран државник, неоптерећен страначким препуцавањем, те успешан државник који је у најосјетљивијем тренутку очувао светски мир. У самим САД су Ајзенхауерове године, упркос краћим рецесијама, остале упамћене као доба великог економског бума и незапамћеног просперитета који је широким масама омогућио да уживају у дотада незамисливим благодатима потрошачког друштва.
Многи сматрају да је управо то разлог Ајзенхауерове потцењености, јер су перцепцију о њему створили „бејби бумери“, прва генерација одрасла у таквом друштву и несвесна свега онога што му је претходило. Ајзенхауер је такође био засењен култом који је створен око његовог младог наследника Џона Кенедија.